# Janvier 1796
Cette page présente les faits marquants du mois de janvier 1796.

## Événements
- Bataille de La Pellerine.

- 8 janvier, France : bataille de Muzillac.

- 11 janvier : bataille de Romagné.

- 15 janvier, France : bataille de La Bruffière.

- 25 janvier, France : victoire républicaine à la bataille de Grand-Champ, près de Vannes.

- 28 au 29 janvier : bataille d'Argenton-Château.

## Naissances
- 17 janvier :
  - Mathieu Leclercq, juriste et homme politique belge († 15 mars 1889).
  - Jacques-Antoine Moerenhout, ethnologue et consul († 1879)[1].
- 18 janvier : Charles de Brouckère, homme politique belge († 20 avril 1860).
- 20 janvier :
  - Césaire Mathieu, cardinal français, archevêque de Besançon († 9 juillet 1875).
  - Jean Baptiste Antoine Guillemin (mort en 1842), botaniste français.
- 25 janvier : William MacGillivray (mort en 1852), naturaliste et ornithologue écossais.
- 31 janvier : Wilhelm Gotthelf Lohrmann (mort en 1840), cartographe, astronome et météorologue saxon.

## Décès
- 1er janvier : Alexandre-Théophile Vandermonde (né en 1735), mathématicien français.